# Morgan Steinmeyer Håkansson
Pour les articles homonymes, voir Håkansson et Evil.
Morgan Steinmeyer Håkansson, également connu sous le pseudonyme de Evil, est un musicien suédois de metal, connu pour être le guitariste du groupe Marduk. Il est l'un des pionniers de la scène black metal scandinave.

## Biographie
Håkansson fonde en 1990 à l'âge de dix-sept ans Marduk, le groupe le plus agressif, le plus brutal et le plus blasphématoire de tous les temps. Quatorze albums studio verront le jour entre 1992 et 2019, ainsi que nombre de EP et d'enregistrements publics.
En 1991, il devient membre du groupe Abruptum, naviguant entre black, death metal et bruitisme ; il continue seul le groupe après le départ en 1996 de son fondateur Tony « IT » Särkkä.
En 2000, il fonde le label Blooddawn Productions, rattaché au label allemand Century Media, distribuant principalement les productions de ses groupes. La même année il crée le groupe d'horror punk Devil's Whorehouse pour jouer des reprises de Misfits. Le groupe sera rebaptisé Death Wolf en 2011, transcrivant l'évolution de l'écriture de morceaux se détachant progressivement du style de Misfits.
Håkansson a également écrit les textes de Malach ha-Maveth pour l'album Death Holy Death de Nefandus. Le chanteur/batteur Belfagor lui a rendu la pareille avec le texte de Phosphorus Redeemer, écrit pour l'album Wormwood de Marduk.

## Idéologie
Håkansson est sataniste et a transporté son idéologie dans les textes de Marduk. Dans la préparation des textes, il est souvent inspiré des récits bibliques, mais également des sujets historiques tels que le Vlad II Dracul et la Seconde Guerre mondiale et d'autres sujets plus « intense, fou, bizarre et étrange ».
Il a été dit que Morgan Håkansson possède des morceaux de crâne de Dead reçu de la part d'Euronymous après le suicide de Dead. Cette information a été confirmée par Håkansson en juin 2012 dans un entretien avec Loudwire.com. Il y déclare avoir reçu une lettre d'Euronymous confirmant le suicide de Dead, qui contenait également un morceau de son crâne, deux fragments de plomb, ainsi qu'un morceau de son cerveau.

## Discographie
Marduk
- Voir la discographie de Marduk

Abruptum
- 1993: Obscuritatem advoco amplectere me
- 1994: In umbra malitiae ambulabo, in aeternum in triumpho tenebraum
- 1995: De profundis mors vas cousumet sur Nordic Metal – A Tribute to Euronymous
- 1996: Vi sonus veris nigrae malitiaes
- 2000: De profundis mors vas cousumet (EP)
- 2004: Casus Luciferi

Devils Whorehouse/Death Wolf
- 2000: The Howling
- 2003: Revelation Unorthodox
- 2000: Werewolf (EP)
- 2009: Blood & Ashes
- 2011: Death Wolf